# Kubikrod
Kubikroden eller den tredje rod af et tal er det tal der ganget med sig selv tre gange giver tallet. 
Fx er kubikroden af 8 lig med 2, idet {\displaystyle 2^{3}=8}.
Kubikroden af x skrives {\displaystyle {\sqrt[{3}]{x}}} eller {\displaystyle x^{1 \over 3}}